# Épreinte (médecine)
Pour les articles homonymes, voir Épreinte.
Dans le domaine médical, une épreinte (issu du latin exprimere = faire sortir en pressant) est une douleur abdominale — de type colique s’accompagnant d’une contraction douloureuse et répétitive — de la partie terminale du côlon et du rectum s'achevant par une fausse envie pressante et impérieuse d’aller à la selle.
Elle témoigne d’une pathologie du côlon et du rectum dont l'étiologie peut être :
- infectieuse comme dans la dysenterie ;
- inflammatoire comme dans la rectocolite hémorragique ou la colite granulomateuse (forme colique de la maladie de Crohn) ;
- tumorale comme dans l’adénocarcinome recto-sigmoïdien.

L'épreinte se distingue du ténesme, qui est une tension douloureuse au niveau de l'anus avec sensation de brûlure et envie constante d'aller à la selle.